# Alcool Assistance
Alcool Assistance  est une association reconnue d'utilité publique, indépendante de toute attache politique ou confessionnelle visant à aider et accompagner les personnes en difficultés avec l'alcool et leur entourage. Alcool Assistance fait partie des associations néphalistes (liste voir note) dont l'objectif est d'accompagner le malade alcoolique qui souhaite guérir. Avec certaines spécificités décrites ci-après, Alcool Assistance propose des groupes de parole qui se réunissent à intervalles réguliers. On retrouve ces groupes dans de nombreux départements français. Par analogie de la problématique, Alcool Assistance étend progressivement son action à la dépendance à tous les psychotropes.

## Définition
Pour Alcool Assistance, la maladie alcoolique est physique, psychologique, sociale et spirituelle. De ce fait elle requiert la mobilisation de toutes les compétences et une approche pluridisciplinaire. L'association considère que son action s'intègre aux différents soins dont la personne en difficultés avec l'alcool a besoin.

## Historique
En 1910, quatre jeunes prêtres étudiant au séminaire français de Rome s'engagent dans une action de promotion de l'abstinence. En 1913, l'association prend le nom de La Croix d'Or. Parution du premier bulletin du même nom.
En 1954, l'association acquiert le statut d'association loi de 1901 et nomme son premier bureau national. Création de délégations départementales dans toute la France.
En 1966, l'association est reconnue d'utilité publique. 
En 1972, déconfessionnalisation de l'association. L'aumônerie disparaît. 
Entre 1980 et 1990, l'association conduit une campagne de formation des militants dans toute la France afin de les amener à prendre des responsabilités au sein du mouvement.
En 1992, l'association renonce au concept de prévention et guérison de l'alcoolisme au profit de l'aide et l'accompagnement des personnes en difficulté avec l'alcool. En 1995 l'association veut remédier au déficit de communication et de connaissances réciproques qu'elle a constaté avec les professionnels de l'alcoologie. L'association devient membre de la Société française d'alcoologie (SFA).
En 1996, constitution d'un « réseau d'aide de proximité alcool » réunissant toutes les compétences médico-sociales pour une approche plus globale des malades alcoolodépendants.
En 1998, La Croix d'Or devient Alcool Assistance La Croix d'Or.
Entre 1998 et 2000 l'association se dote d'un organe consultatif sous la forme d'un Comité d'Experts. Cette instance apporte sa contribution à la réflexion de l'association sur l'adéquation de ses objectifs, de son action, de ses compétences et de la qualité de sa communication interne et externe.

## Spécificités et champ d'action
Alcool Assistance n'a pas de référence théiste et se distingue des autres acteurs qui proposent une assistance aux personnes en difficultés avec l'alcool notamment par l'absence d'anonymat (quoique la confidentialité soit assurée) et une étroite collaboration avec les centres de soins. Pour Alcool Assistance, cette collaboration se justifie parce que le parcours de guérison pour le malade nécessite de mobiliser non seulement toutes les bonnes volontés, mais aussi toutes les compétences.
Toute personne désireuse de faire partie de l'association en tant que membre actif doit prendre librement un engagement d'abstinence totale de toute boisson alcoolisée. Cet engagement ne peut être souscrit qu'au terme d'une période d'abstinence constatée de trois mois consécutifs. L'abstinence d'un aspirant ne fait l'objet d'aucun contrôle. La participation régulière aux réunions et la parole donnée suffisent. Le membre devient actif et reçoit sa carte d'adhérent à la signature de son engagement et contre le versement d'une cotisation annuelle.
L'accueil des nouveaux arrivants se fait sans jugement, dans un climat d'écoute et d'apaisement. Les animateurs de l'association sont formés à réduire l'anxiété qu'éprouve le malade face à son sentiment d'incapacité à régler le problème. Outre les groupes de parole, l'association offre la possibilité de rencontrer des psychologues et de guider le malade vers la démarche de soins la plus appropriée à son cas particulier. Au sortir des soins, le malade retrouve son groupe de parole où il se sent sécurisé par sentiment d'appartenance et encouragé par effet miroir. Outre la fierté d'avoir chaque jour pu conserver son abstinence, le malade peut accéder au bonheur de se rendre utile en soutenant lui-même d'autres malades.
L'association organise des actions de prévention ciblées, notamment vers les jeunes en milieu scolaire et en milieu festif. Alcool Assistance dispense aussi des formations: en interne pour accroître les compétences de ses bénévoles, et en entreprise pour sensibiliser le personnel aux risques liés à l'usage de psychotropes (non limité à l'alcool) sur les lieux du travail.

## Organisation
L'association s'articule autour de (voir note):
- 1 Fédération Nationale
  - fixe les stratégies, la politique de l'ensemble des délégations départementales. Elle assure la gestion et la coordination des moyens mis en œuvre par les adhérents dont l'action est bénévole.
- 7 Associations Régionales
  - rôle à préciser
- 80 Associations Départementales
  - rôle à préciser
- 461 Sections Locales (regroupées en Zones)
  - qui rassemblent les Antennes (hébergeant les groupes de parole).
  - rôles section, zones, antennes à préciser

En 2009, le mouvement comptait environ 10 000 adhérents en France (voir note).

## Ressources
L'association fait largement appel au bénévolat sans lequel il elle ne pourrait exister (voir note). .
Les ressources du mouvement proviennent (voir note):
- à 85 % des partenaires institutionnels
  - tels que la Caisse Nationale d'Assurance-Maladie, le Ministère de la Santé, la Mission Interministérielle de Lutte contre les Drogues et les Toxicomanies et la Mutualité Sociale Agricole.
- à 15 % par autofinancement
  - cotisations des membres, actions de formation, documentations et publications